# TCR Series 2015
Le TCR Series 2015 sono una serie di competizioni organizzate da Marcello Lotti. I campionati TCR seguono le specifiche della SEAT León Cup Racer, vettura preparata dalla SEAT per la SEAT León Eurocup, il suo campionato monomarca. La serie principale sono le TCR International Series, alle quali si affiancano cinque campionati regionali.

## TCR Russian Series
Le TCR Russian Series 2015 sono state create come classe delle Russian Circuit Racing Series, organizzate dalla SMP Racing Series. Le nuove auto con specifiche TCR corrono insieme ad auto con specifiche TC2 e Super Production. Inizialmente solo una scuderia, il Lukoil Racing Team, ha annunciato la sua iscrizione alla classe TCR con tre SEAT León Cup Racer; a partire dalla gara di Mosca il Ralf-Car Team, che aveva precedentemente partecipato alla classe Super Production con una Renault Clio RS, ha iscritto una Renault Mégane RS alla classe TCR. Il titolo piloti è stato vinto da Aleksej Dudukalo, mentre il titolo scuderie è stato vinto dal Lukoil Racing Team.
Il calendario 2015 prevede sette gare, tutte disputate in Russia. La quinta gara, che doveva inizialmente essere disputata all'Autodromo Mosca, è stata spostata allo Smolensk Ring, mentre la settima gara, che doveva essere disputata all'Autodromo di Soči, è stata spostata al Kazan Ring.

### Scuderie e piloti
| Scuderia           | Vettura             | #  | Pilota            | Gare |
| ------------------ | ------------------- | -- | ----------------- | ---- |
| Lukoil Racing Team | SEAT León Cup Racer | 2  | Aleksej Dudukalo  | 1-7  |
| Lukoil Racing Team | SEAT León Cup Racer | 4  | Roman Golikov     | 1-7  |
| Lukoil Racing Team | SEAT León Cup Racer | 7  | Rustam Akinijazov | 1-7  |
| Ralf-Car Team      | Renault Mégane RS   | 22 | Andrej Artjušin   | 6-7  |

### Classifiche

#### Sistema di punteggio
| Posizione        | 1ª   | 2ª | 3ª   | 4ª | 5ª | 6ª | 7ª | 8ª | 9ª | 10ª |
| Punti (gare 1-6) | 25   | 18 | 15   | 12 | 10 | 8  | 6  | 4  | 2  | 1   |
| Punti (gara 7)   | 37,5 | 27 | 22,5 | 18 | 15 | 12 | 9  | 6  | 3  | 1,5 |

#### Classifica piloti
| Pos. | Pilota            | NN | NN  | SMO | SMO | SOČ | SOČ | KAZ | KAZ | SMO | SMO | MOS | MOS | KAZ | KAZ | Punti |
| ---- | ----------------- | -- | --- | --- | --- | --- | --- | --- | --- | --- | --- | --- | --- | --- | --- | ----- |
| 1    | Aleksej Dudukalo  | 3  | 1   | 1   | 1   | 1   | 2   | 2   | 1   | 1   | 1   | 1   | 1   | 3   | 3   | 337   |
| 2    | Roman Golikov     | 8  | 2   | 2   | 3   | 4   | 1   | 3   | 4   | 4   | Rit | 3   | 3   | 1   | 2   | 225,5 |
| 3    | Rustam Akinijazov | 7  | Rit | 3   | 2   | 3   | Rit | 1   | 2   | 3   | SQ  | 4   | 4   | 2   | 1   | 202,5 |
| 4    | Andrej Artjušin   |    |     |     |     |     |     |     |     |     |     | 7   | Rit | 13  | 13  | 6     |
| Pos. | Pilota            | NN | NN  | SMO | SMO | SOČ | SOČ | KAZ | KAZ | SMO | SMO | MOS | MOS | KAZ | KAZ | Punti |

| Colore  | Risultato             |
| ------- | --------------------- |
| Oro     | Vincitore             |
| Argento | 2º posto              |
| Bronzo  | 3º posto              |
| Verde   | Finito a punti        |
| Blu     | Finito senza punti    |
| Viola   | Ritirato (Rit)        |
| Viola   | Non classificato (NC) |
| Rosso   | Non qualificato (NQ)  |
| Nero    | Squalificato (SQ)     |
| Bianco  | Non partito (NP)      |
| Bianco  | Non ha gareggiato     |
| Bianco  | Infortunato (INF)     |
| Bianco  | Escluso (ES)          |
| Bianco  | Gara cancellata (C)   |

#### Classifica scuderie
| Pos. | Scuderia           | NN | NN | SMO | SMO | SOČ | SOČ | KAZ | KAZ | SMO | SMO | MOS | MOS | KAZ | KAZ | Punti |
| ---- | ------------------ | -- | -- | --- | --- | --- | --- | --- | --- | --- | --- | --- | --- | --- | --- | ----- |
| 1    | Lukoil Racing Team | 3  | 1  | 1   | 1   | 1   | 1   | 1   | 1   | 1   | 1   | 1   | 1   | 1   | 1   | 594   |
| 1    | Lukoil Racing Team | 7  | 2  | 2   | 2   | 3   | 2   | 2   | 2   | 3   | Rit | 3   | 3   | 2   | 2   | 594   |
| 2    | Ralf-Car Team      |    |    |     |     |     |     |     |     |     |     | 7   | Rit | 13  | 13  | 6     |
| Pos. | Scuderia           | NN | NN | SMO | SMO | SOČ | SOČ | KAZ | KAZ | SMO | SMO | MOS | MOS | KAZ | KAZ | Punti |

| Colore  | Risultato             |
| ------- | --------------------- |
| Oro     | Vincitore             |
| Argento | 2º posto              |
| Bronzo  | 3º posto              |
| Verde   | Finito a punti        |
| Blu     | Finito senza punti    |
| Viola   | Ritirato (Rit)        |
| Viola   | Non classificato (NC) |
| Rosso   | Non qualificato (NQ)  |
| Nero    | Squalificato (SQ)     |
| Bianco  | Non partito (NP)      |
| Bianco  | Non ha gareggiato     |
| Bianco  | Infortunato (INF)     |
| Bianco  | Escluso (ES)          |
| Bianco  | Gara cancellata (C)   |

## TCR Italian Series
Le TCR Italian Series 2015 sono state create come classe del Campionato Italiano Turismo Endurance. Il titolo piloti è stato vinto da Valentina Albanese su SEAT León Cup Racer, che ha vinto 12 gare su 14. Solo la stella delle TCR International Series Jordi Gené è riuscito a sconfiggerla nell'ultima gara al Mugello, mentre nella gara di Pergusa non c'è stato vincitore in quanto la Albanese, unica concorrente partecipante alla classe TCR, è stata costretta al ritiro.
Il 27 gennaio 2015 è stato pubblicato il calendario provvisorio, che prevedeva sette eventi, tutti svolti in Italia. Il 9 febbraio la gara di Monza è stata posticipata al 31 maggio per problemi organizzativi, mentre il 22 aprile la gara di Magione è stata posticipata per lo stesso motivo.

### Scuderie e piloti
| Scuderia               | Vettura             | #   | Pilota             | Gare |
| ---------------------- | ------------------- | --- | ------------------ | ---- |
| SEAT Motorsport Italia | SEAT León Cup Racer | 101 | Valentina Albanese | 1-7  |
| SEAT Motorsport Italia | SEAT León Cup Racer | 102 | Carlotta Fedeli    | 2    |
| SEAT Motorsport Italia | SEAT León Cup Racer | 103 | Jordi Gené         | 6-7  |
| Dinamic Motorsport     | SEAT León Cup Racer | 123 | Simone Sartori     | 7    |

### Classifiche

#### Sistema di punteggio
| Posizione | 1ª | 2ª | 3ª | 4ª | 5ª | 6ª | 7ª | 8ª | 9ª | 10ª |
| Punti     | 25 | 18 | 15 | 12 | 10 | 8  | 6  | 4  | 2  | 1   |

#### Classifica piloti
| Pos. | Pilota             | MON | MON | MAG | MAG | IMO | IMO | PER | PER | VAL | VAL | MIS | MIS | MIS | MUG | MUG | Punti |
| ---- | ------------------ | --- | --- | --- | --- | --- | --- | --- | --- | --- | --- | --- | --- | --- | --- | --- | ----- |
| 1    | Valentina Albanese | 1   | 1   | 1   | 1   | 1   | 1   | Rit | 1   | 1   | C   | 1   | 1   | 1   | 1   | 2   | 255   |
| 2    | Jordi Gené         |     |     |     |     |     |     |     |     |     |     | 2   | 2   |     | 2   | 1   | 65    |
| 3    | Carlotta Fedeli    |     |     | 2   | 2   |     |     |     |     |     |     |     |     |     |     |     | 30    |
| 4    | Simone Sartori     |     |     |     |     |     |     |     |     |     |     |     |     |     | 3   | 3   | 24    |
| Pos. | Pilota             | MON | MON | MAG | MAG | IMO | IMO | PER | PER | VAL | VAL | MIS | MIS | MIS | MUG | MUG | Punti |

| Colore  | Risultato             |
| ------- | --------------------- |
| Oro     | Vincitore             |
| Argento | 2º posto              |
| Bronzo  | 3º posto              |
| Verde   | Finito a punti        |
| Blu     | Finito senza punti    |
| Viola   | Ritirato (Rit)        |
| Viola   | Non classificato (NC) |
| Rosso   | Non qualificato (NQ)  |
| Nero    | Squalificato (SQ)     |
| Bianco  | Non partito (NP)      |
| Bianco  | Non ha gareggiato     |
| Bianco  | Infortunato (INF)     |
| Bianco  | Escluso (ES)          |
| Bianco  | Gara cancellata (C)   |

## TCR Portuguese Series
Le TCR Portuguese Series 2015 sono state create come classe del Campeonato Nacional de Velocidade, organizzato dalla FullEventos. Nelle prime gare non si sono però registrate iscrizioni nella classe TCR. Solo a partire dalla seconda gara di Portimão la Veloso Motorsport ha iscritto una SEAT León Cup Racer, affidata a Francisco Mora, che di conseguenza ha vinto il campionato senza avversari.
Il 17 marzo 2015 è stato pubblicato il calendario provvisorio, che prevedeva sei eventi, tutti svolti in Portogallo. Il 31 maggio la gara di Jarama è stata cancellata, riducendo così il numero di eventi a cinque.

### Scuderie e piloti
| Scuderia          | Vettura             | #  | Pilota         | Gare |
| ----------------- | ------------------- | -- | -------------- | ---- |
| Veloso Motorsport | SEAT León Cup Racer | 60 | Francisco Mora | 5    |
| Veloso Motorsport | SEAT León Cup Racer | 66 | Francisco Mora | 4    |

### Classifiche

#### Sistema di punteggio
| Posizione | 1ª | 2ª | 3ª | 4ª | 5ª | 6ª | 7ª | 8ª | 9ª | 10ª |
| Punti     | 25 | 18 | 15 | 12 | 10 | 8  | 6  | 4  | 2  | 1   |

#### Classifica piloti
| Pos. | Pilota         | BRA | BRA | POR | POR | VIR | VIR | POR | POR | EST | EST | Punti |
| ---- | -------------- | --- | --- | --- | --- | --- | --- | --- | --- | --- | --- | ----- |
| 1    | Francisco Mora |     |     |     |     |     |     | 1   | 1   | 1   | 1   | 108   |
| Pos. | Pilota         | BRA | BRA | POR | POR | VIR | VIR | POR | POR | EST | EST | Punti |

| Colore  | Risultato             |
| ------- | --------------------- |
| Oro     | Vincitore             |
| Argento | 2º posto              |
| Bronzo  | 3º posto              |
| Verde   | Finito a punti        |
| Blu     | Finito senza punti    |
| Viola   | Ritirato (Rit)        |
| Viola   | Non classificato (NC) |
| Rosso   | Non qualificato (NQ)  |
| Nero    | Squalificato (SQ)     |
| Bianco  | Non partito (NP)      |
| Bianco  | Non ha gareggiato     |
| Bianco  | Infortunato (INF)     |
| Bianco  | Escluso (ES)          |
| Bianco  | Gara cancellata (C)   |

## TCR USA Series
Le TCR USA Series 2015 sono state fondate come classe dello United States Touring Car Championship, con l'obbiettivo di fondare un campionato vero e proprio nel 2016. Durante la stagione non ci sono state però iscrizioni alla classe TCR.